# Cypripedium guttatum
Cypripedium guttatum är en orkidéart som beskrevs av Olof Swartz. Cypripedium guttatum ingår i släktet guckuskor, och familjen orkidéer. Inga underarter finns listade i Catalogue of Life.

## Bildgalleri

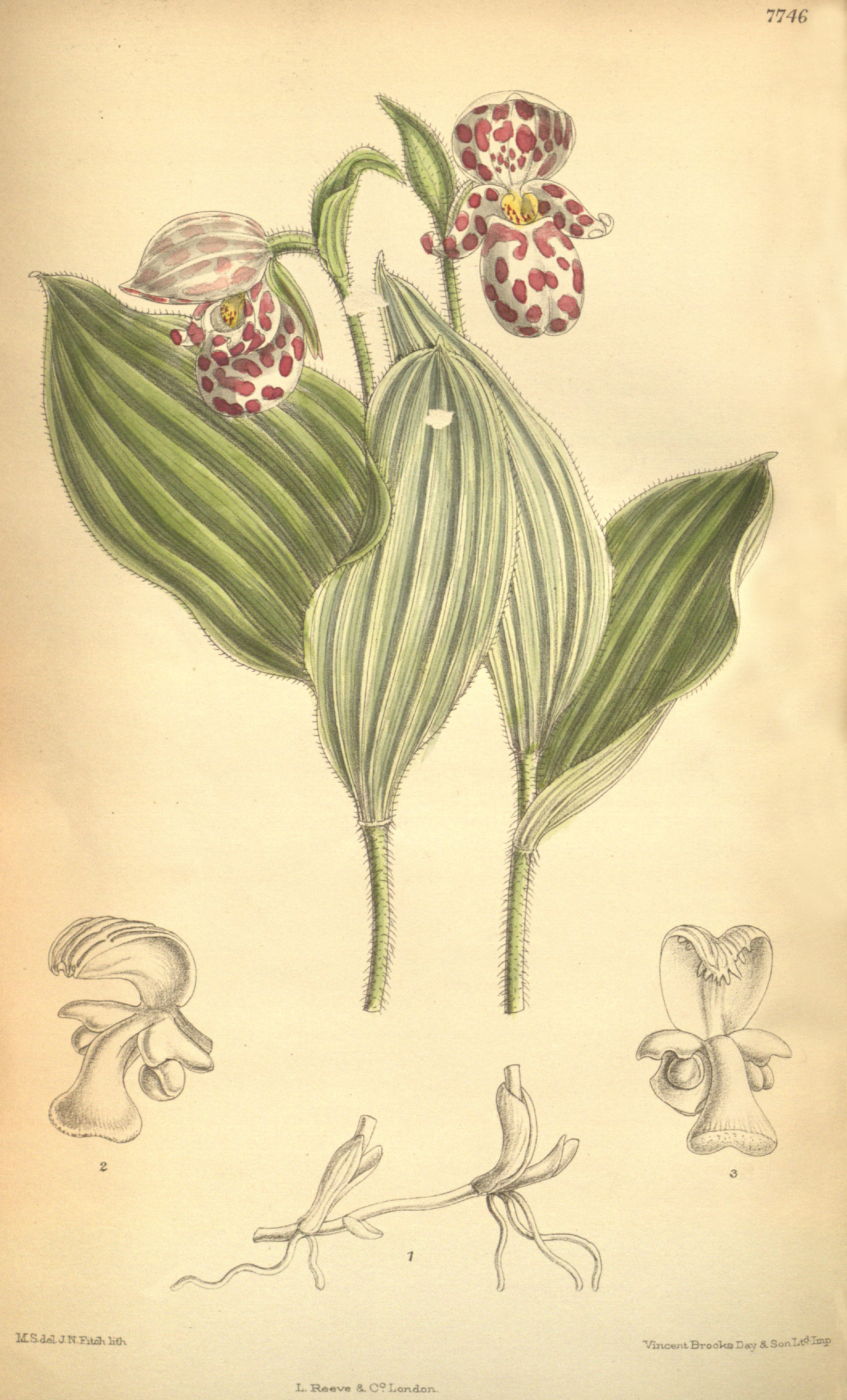
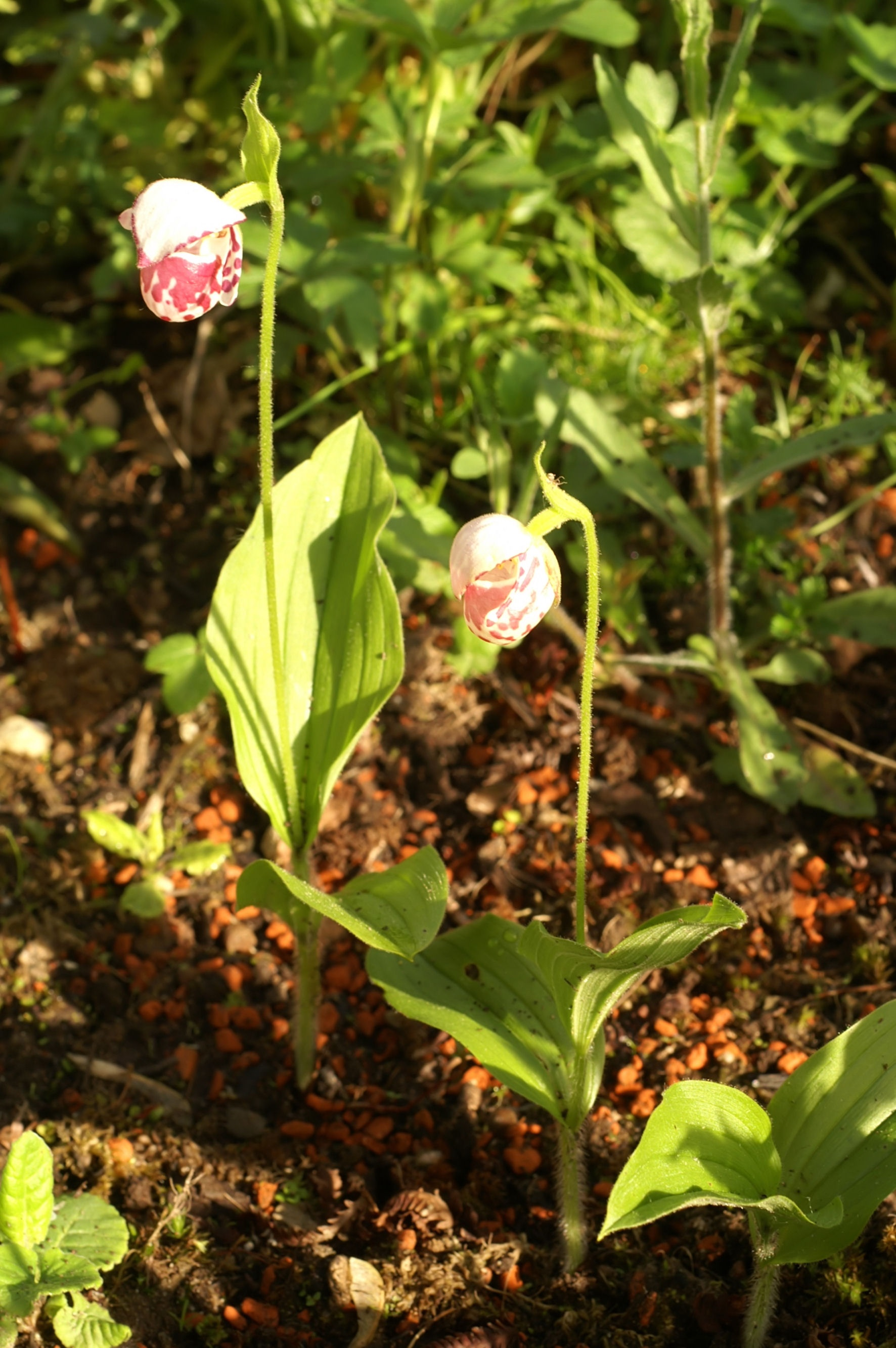
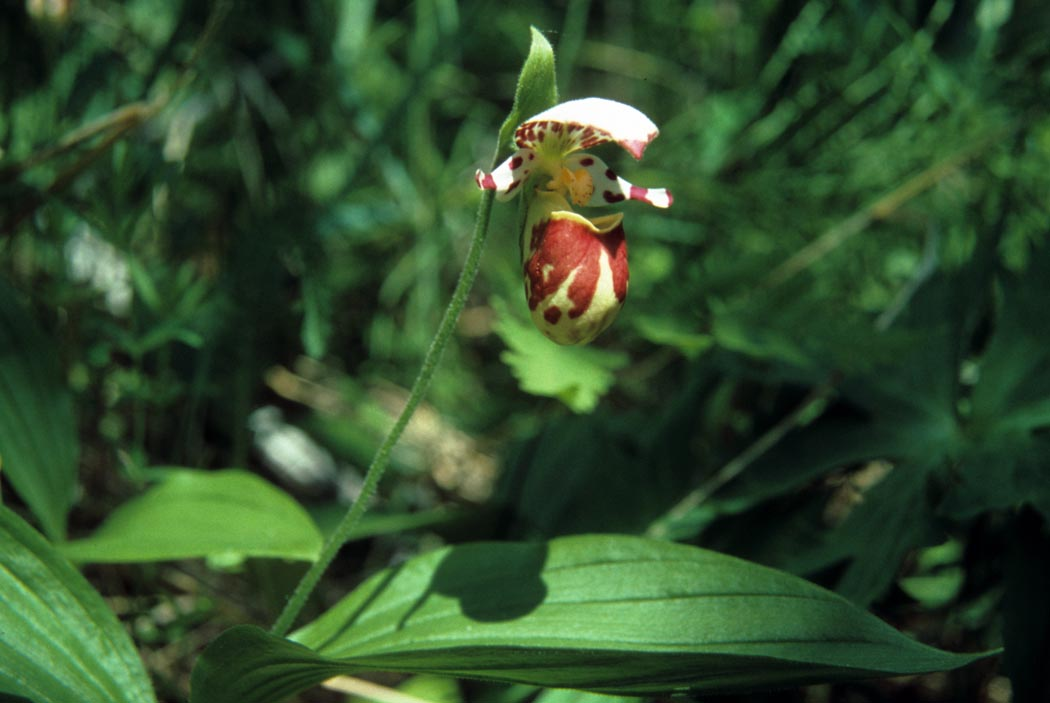
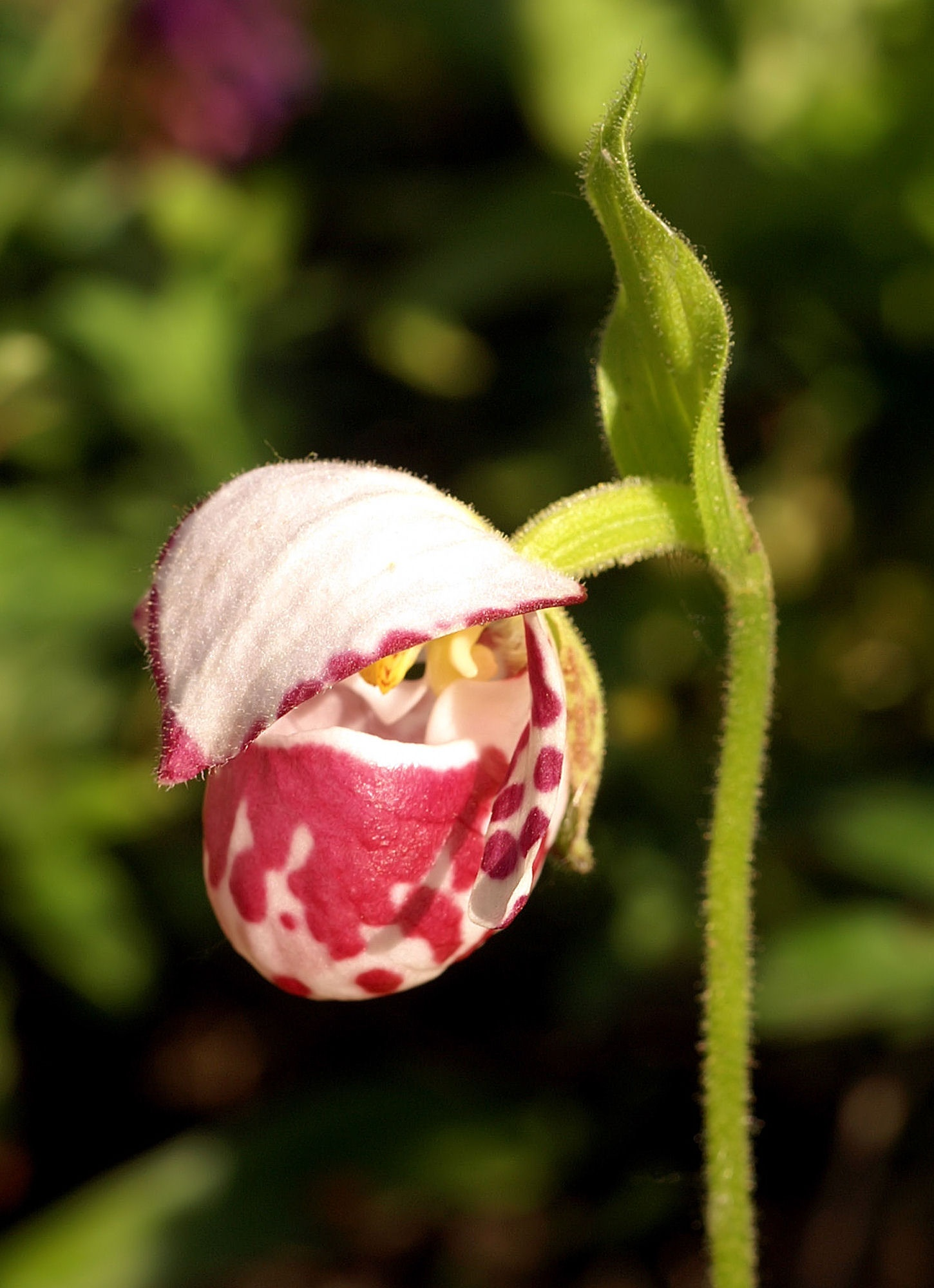
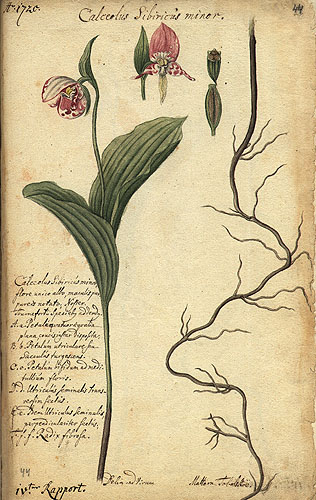
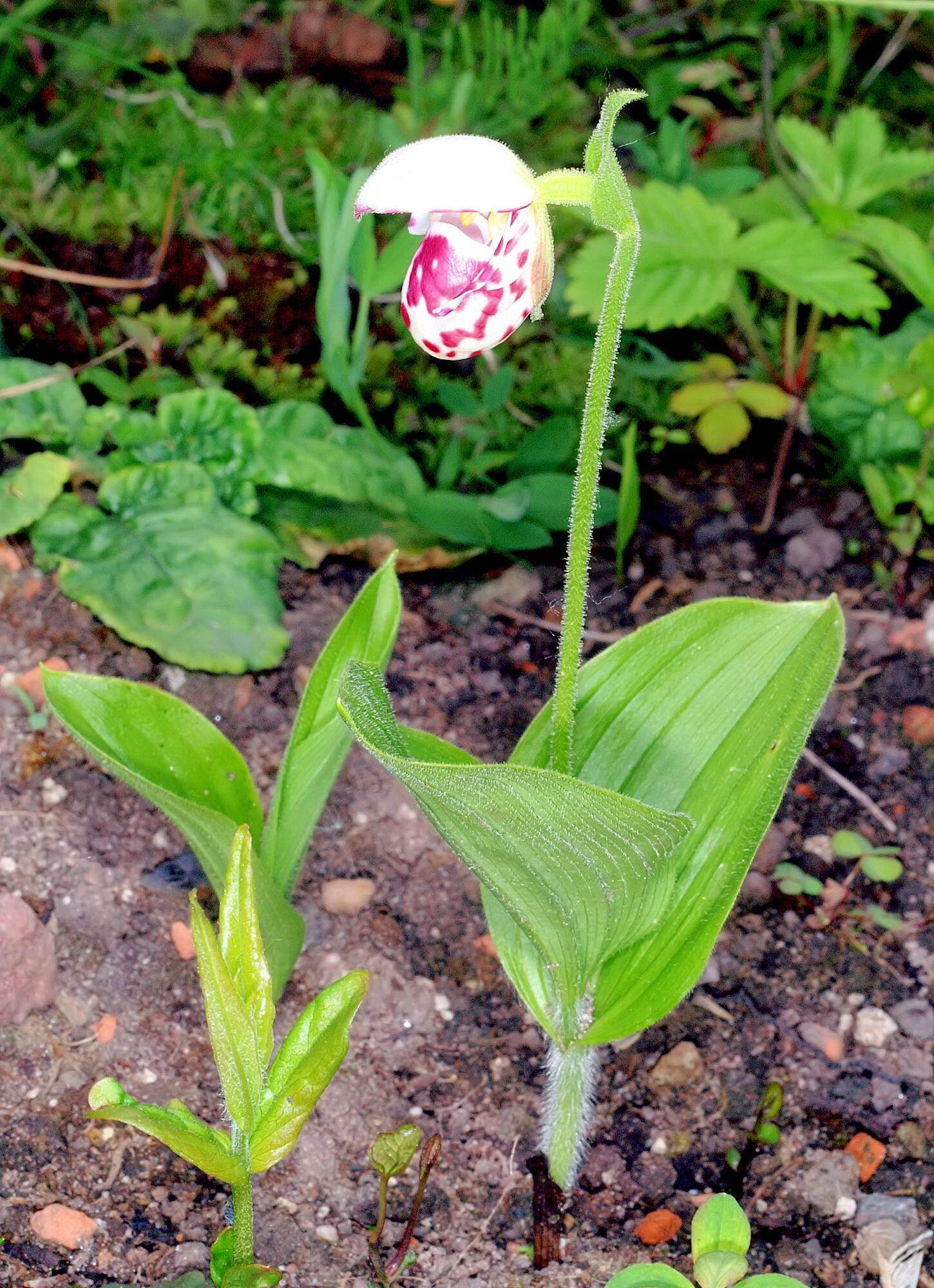